# Tibetanistika
Tibetanistika či tibetologie (tibetsky: བོད་རིག་པ།, Wylie: bod-rig-pa) je vědecký obor zabývající se studiem duchovní a hmotné kultury Tibetu. Zaměřuje se především na specificky tibetské fenomény jako je tibetský buddhismus, tibetský jazyk, ikonografii apod.
Zrod tibetanistiky spadá někdy do 19. století, kdy se na vědecké úrovní Tibetem zabývali např. Isaac Jacob Schmidt a Sándor Kőrösi Csoma. Z moderních badatelů 20. století vyniká především Giuseppe Tucci. V českém prostředí je snad nejvýraznější postavou tibetanistiky Josef Kolmaš, dále např. Daniel Berounský.